# Commerce (tramway de Nantes)
Pour un article plus général, voir Tramway de Nantes.
Pour les articles homonymes, voir Commerce.
Commerce est le nom du principal pôle d'échanges du réseau de transports en commun de l'agglomération nantaise. Situé en plein centre-ville, il doit sa dénomination à la place du Commerce située à proximité, et sur laquelle la station était aménagée jusque dans les années 1970, avant d'être transférée à son emplacement actuel sur le Cours Franklin-Roosevelt et le Cours des 50-Otages.
Il accueille les 3 lignes du tramway, 2 lignes de Chronobus, 3 lignes de bus, 1 navette vers l'aéroport Nantes Atlantique, 3 lignes nocturnes « Luciole », ainsi que des services commerciaux et de renseignements du réseau TAN. Avec 60 000 montées et descentes par jour, Commerce est l'arrêt le plus fréquenté du réseau TAN.
Ce pôle d'échanges majeur est parfois surnommé la « Croisée des trams », en raison des trois lignes de tramway qui s'y croisent. En 2021, 22 700 montées et 23 000 descentes par jour ont été effectuées sur la station de la ligne 1.

## Histoire

### Naissance

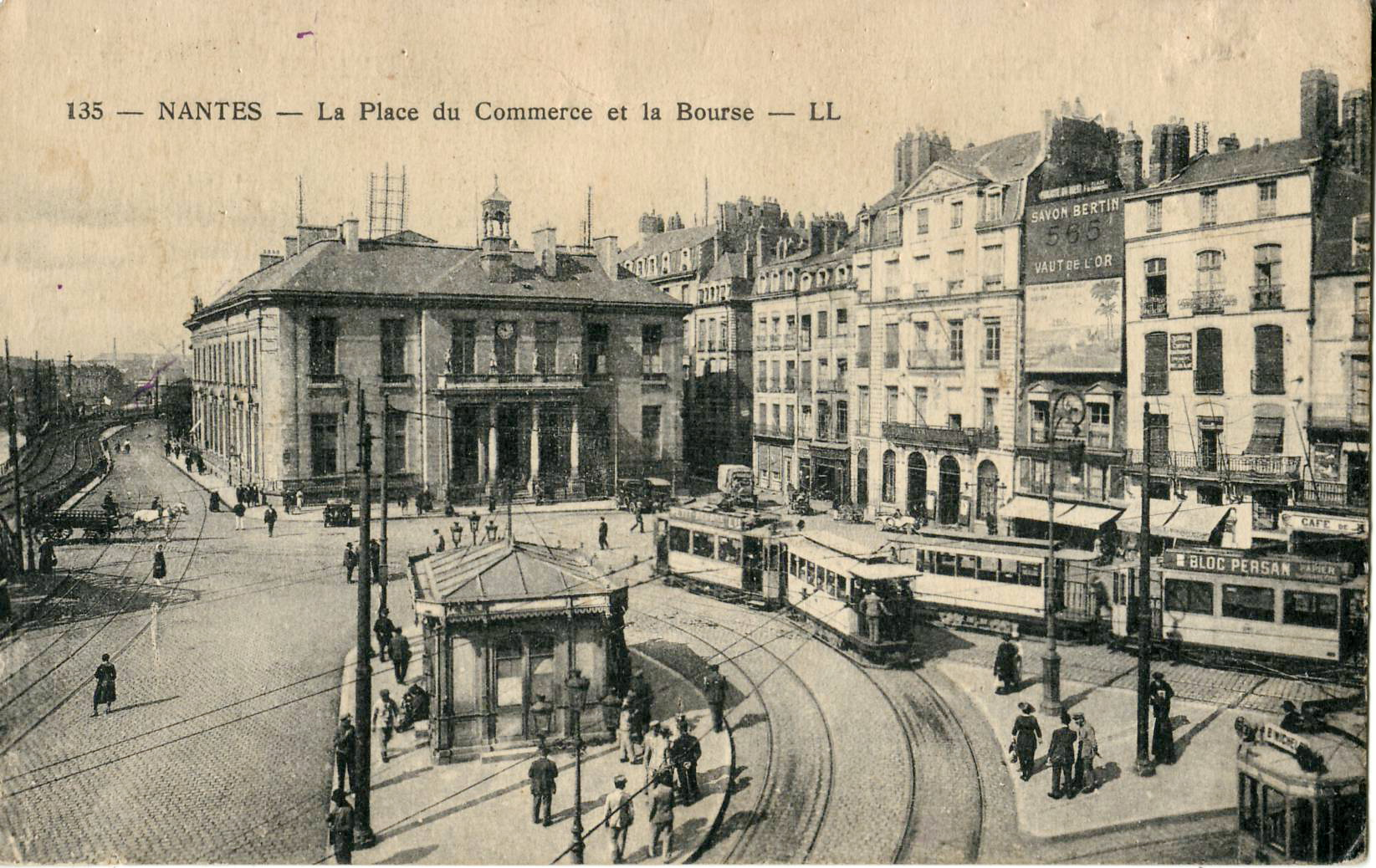
La place du Commerce en 1928.

Le cours Franklin-Roosevelt, sur lequel la station de la ligne 1 a été construite, est né des travaux de comblement d'un des bras de Loire nommé « Bras de la Bourse » survenus pendant la période de l'entre-deux-guerres. Auparavant, les allées Brancas et Duguay-Trouin qui longent le cours, respectivement au nord et sud, n'étaient que des quais.
Cette station remplaça, en septembre 1979, celle qui était située sur la place du Commerce elle-même, avec en son centre un « Point Info Vente » (PIV) installé dans un bâtiment construit dans les années 1950 que l'on surnommait le « manège ». Le « Kiosque Info Vente » (KIV) qui remplacera le PIV, s'installera sur ce nouvel emplacement en octobre 1980 dans 73 m2 de locaux, composés d'un point information, d'une salle d'attente avec quelques places assises et deux caisses pour la vente de titres. Avant l'arrivée du tramway en 1985, l'emplacement des voies était également occupé par une allée centrale bordée par des arrêts d'autobus.

### Arrivée du tram

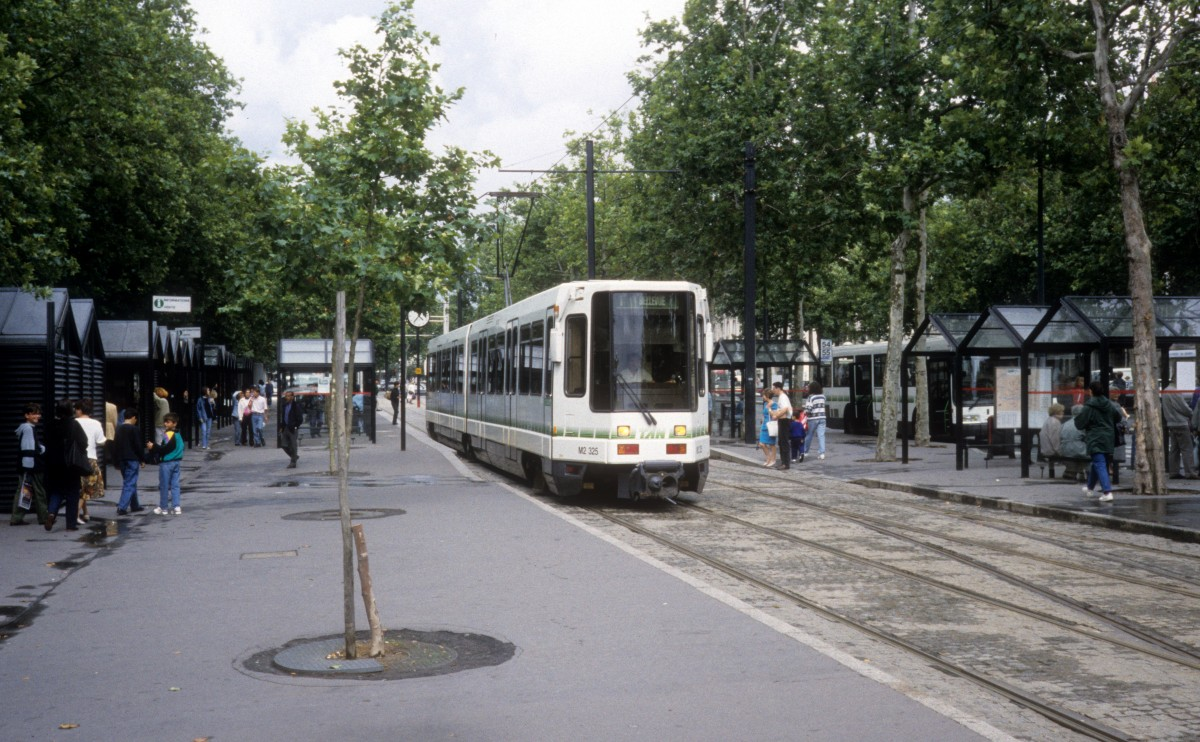
Le quai de la ligne 1 en 1992.

La station de la ligne 1 est donc construite sur le cours Franklin-Roosevelt, et devient le premier terminus de la ligne lors de son lancement le 7 janvier 1985. En effet, les travaux jusqu'au terminus Bellevue avaient pris du retard, et la mise en service du tronçon Commerce ↔ Bellevue n'a été effectif que le 18 février 1985.
La station des lignes 2 et 3 occupe quant à elle, l'ancien lit de l'Erdre qui fut comblé durant la même période que les bras de la Loire pour donner naissance au Cours des 50-Otages (les allées Cassard à l'ouest et Jean-Bart à l'est, qui bordent actuellement le cours au niveau de la station, n'étaient autrefois que des quais). Ouverte lors du lancement de la ligne 2 le 7 septembre 1992, cette station fut, encore une fois pour des raisons de retards sur les travaux, le terminus provisoire de cette nouvelle ligne avant son prolongement à 50 Otages le 19 décembre 1992. Lancée le 28 août 2000, la ligne 3 utilise les mêmes infrastructures que la ligne 2.
À l'extrémité sud de celle-ci, approximativement à l'emplacement du croisement des différentes lignes de tramway, se trouvait également naguère le « pont d'Erdre », qui permettait de franchir la rivière à sa confluence avec le « fleuve royal » (plus précisément le « Bras de la Bourse »). Cet ouvrage était notamment occupé par ligne de chemin de fer Nantes - Saint-Nazaire qui traversait alors le centre-ville par les quais, dont le tracé correspondait à celui de la ligne 1 depuis la gare SNCF et le long du quai de la Fosse, avant de poursuivre vers la gare de Chantenay.
Le 15 janvier 1998, un « Espace transport », remplaçant du KIV, est inauguré après quatre mois de travaux dans les anciens locaux commerciaux d'une parfumerie situé au rez-de-chaussée de l'immeuble du no 2 allée Brancas. Le local bénéficie d'une surface de 157 m2, dont 27 m2 réservés aux annexes. Sa nouveauté réside dans le fait qu'il est « multimodal », notamment grâce à la présence d'un guichet SNCF et de multiples fiches horaires et informations sur les réseaux Aléop et TER Pays de la Loire. Les locaux de l'ancien KIV sont désormais convertis en espace de détente à l'usage du personnel et notamment des conducteurs de la compagnie. En 2011, cet espace mobilité est entièrement refait afin de devenir un espace « d’information et de vente multimodales ».

### Restructuration de la partie Commerce – Orléans
Des travaux d'agrandissement et de restructuration de la partie « Commerce – Orléans » ont débuté le 4 juillet 2016 et ont pris fin le 28 août suivant. Conduits par la Semitan et évalués à 8,76 millions euros entièrement financés par Nantes Métropole, ils ont consisté notamment à,, :
- l'allongement des quais de la station de l'allée Cassard afin d'accueillir deux rames simultanément ;
- la rénovation de 650 mètres de voies ferrées, le remplacement de 5 appareils de voie et la pose de 4 nouveaux permettant une connexion entre le sud et l’ouest, ainsi que la réfection de 1 200 m2 de revêtements spécifiques ;
- la sécurisation de la zone avec la suppression des obstacles fixes, la mise aux normes de la ligne aérienne de contact ;
- l'installation d’une sous-station électrique à la place du Bouffay.

### Restructuration de la partie Commerce – Brancas

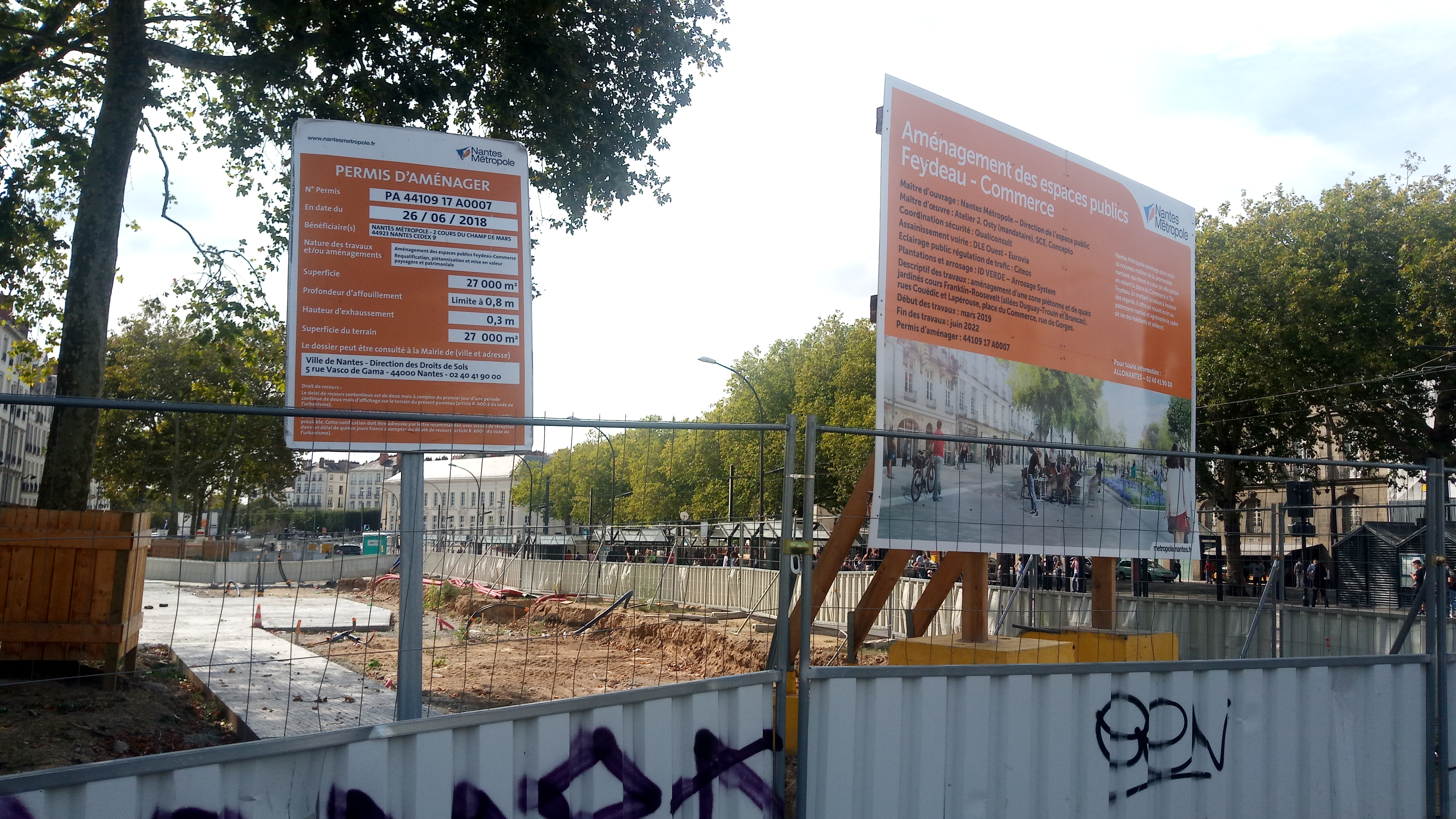
Panneaux informatifs sur les travaux de restructuration de la partie Commerce – Brancas.

Dans le cadre du projet de réaménagement du secteur « Feydeau-Commerce », la partie « Commerce – Brancas » a fait l'objet d'une vaste restructuration, conduisant notamment à la suppression des arrêts de bus situés dans cette partie, et au regroupement de ceux-ci sur la partie « Commerce – Orléans », afin de n'avoir que la ligne 1 qui emprunte le cours Franklin-Roosevelt.
La mise en service de ce nouveau plan de circulation des transports en commun dans ce secteur est effective depuis le 26 septembre 2019, permettant ainsi à l'allée Brancas d'être transformée en une esplanade piétonne, tandis que le coté sud de la station accueillera un « quai-jardin » arboré agrémenté de bassins et de fontaines. Ce chantier va coûter 15 millions d'Euros et s'étalera de février 2019 (date des premiers travaux) jusqu'en 2021.
Les « aubettes Barto » installées au niveau de la station de tramway depuis les années 1980, et protégé par un brevet depuis 1979, ont été démontées car elles n'ont plus leur place dans ce projet de requalification, mais elles ont été conservées à la demande de leurs concepteurs, les architectes Barto et Barto. Elles sont stockées dans un dépôt de la Métropole en attendant de pouvoir être réutilisées à d'autres endroits de l'agglomération. Ce démontage pièce par pièce et le stockage de ces aubettes entraîne un coût supplémentaire de 100 000 € pour la métropole.

#### Nouveau calendrier

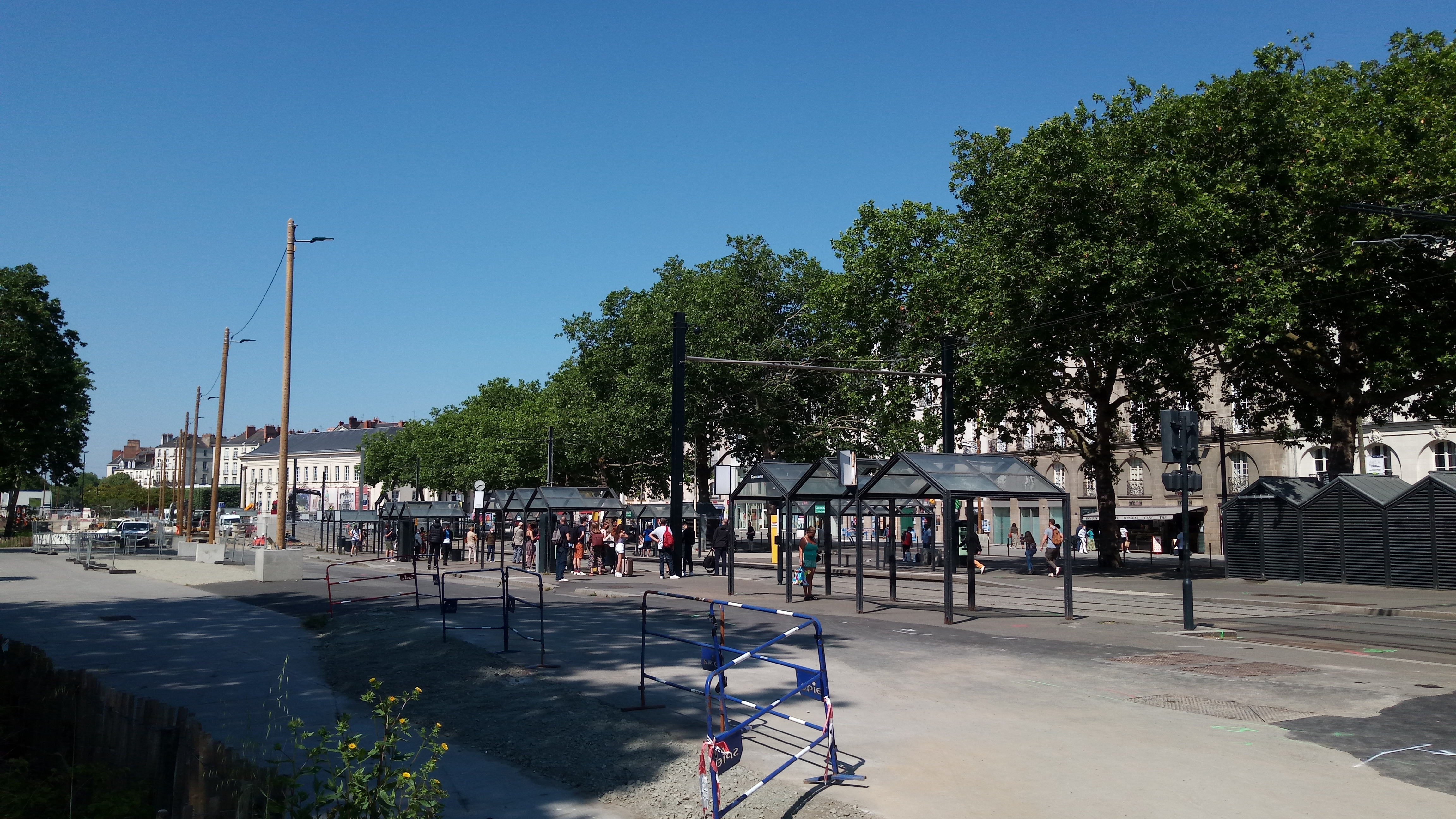
Les travaux de réaménagement en juin 2021. Le cours Franklin-Roosevelt est désormais totalement fermé à la circulation.

Avec la crise sanitaire, le calendrier des travaux de réaménagement de cette partie est modifié en 2020. Ainsi, le début des travaux de la plateforme tramway entre les stations Commerce et Médiathèque, initialement prévus à l'été 2020, sont reportés à l'été 2021 (en juillet et août) et la ligne 1 sera coupée le temps des travaux pendant cette période jusqu'à la station Médiathèque. Est prévu la rénovation des rails, quais, et lignes aériennes de contact, le remplacement des « aubettes Barto » par de nouvelles, et le prolongement de la station Commerce afin de doubler la capacité d'accueil (soit des quais de 100 mètres à la fin du chantier).
Les nouvelles aubettes au « look végétal », installées en septembre 2021, ont été dessinées par l'agence AUP-Architectes et seront similaires à celles de la station Duchesse Anne ─ Château avec de grands panneaux vitrés, des toits verts translucides et un éclairage LED.
Pour les alentours de la station, il est prévu la mise en place du projet dessiné par la paysagiste Jacqueline Osty : l'installation de huit fontaines-miroir d'eau (3 livrées en juin 2021 et 5 en juin 2022), l'installation d'un système d'éclairage, de bancs et d'un pavage, et le renouvellement des arbres. Conduit par Nantes Gestion Équipements (NGE), une reconfiguration de l'accès au parking souterrain « Commerce » (afin de faciliter son accès aux cyclistes et piétons) est également prévu et devait se dérouler de février à novembre 2021 (la fin des travaux de ce parking a finalement été effective en janvier 2022) après le départ du marché aux fleurs de la place du Commerce. Celle-ci devrait recevoir ses derniers aménagements à l'automne 2021,. Le projet de reconfiguration de la place et du pôle d'échanges sera entièrement finalisé à l'été 2022.
Les travaux de réaménagement de la partie tramway sont programmés du dimanche 20 juin au dimanche 29 août 2021 (la fin des travaux est finalement reportée au 31 août 2021). Ces travaux comprennent 149 millions d'euros d'opérations (conduites par la Semitan et financées par Nantes Métropole) pour le renouvellement de 450 m de voies (soit 1 800 m de voies au total), la démolition de la plateforme tramway sur 60 cm de profondeur, le remplacement de 1 000 m de ligne aérienne de contact (LAC), le remplacement de l'aiguillage par un neuf permettant aux rames de faire demi-tour, le remplacement du revêtement de la plateforme, et l'allongement et le réaménagement des quais,.

## Caractéristiques du pôle
Le pôle d'échanges est séparé en 2 parties distinctes situées toutes deux sur deux axes majeurs, plus un quai pour la navette aéroport.

### Commerce – Brancas
La première partie, la plus ancienne, appelée « Quai Brancas » ou « Commerce – Brancas », est située sur le cours Franklin-Roosevelt ainsi que sur l'Allée Brancas.
Cette partie était auparavant le terminus ou un arrêt de passage de nombreuses lignes de bus, mais elles ont peu à peu été détournées ou supprimées avec l'actuelle restructuration de cette partie. Depuis la rentrée 2020, cette partie n'est desservie que par la ligne 1, car le terminus Commerce de la ligne 5 en service nocturne n'est plus desservi et le terminus de la navette aéroport est déplacé à un nouveau quai situé près de la Place de la Petite-Hollande.

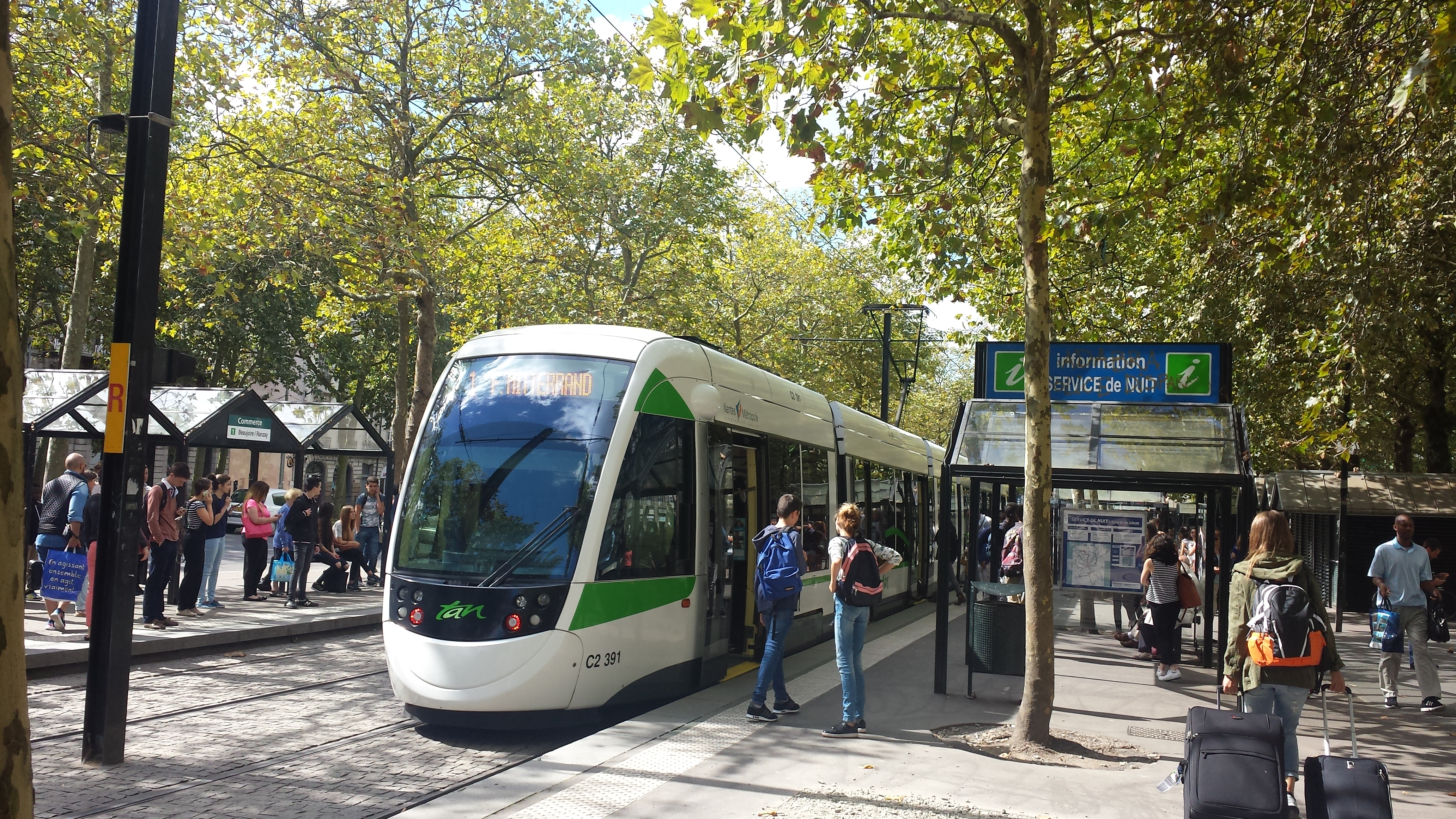
Le quai de la ligne 1 en 2015, avant le début des travaux de rénovation du cours Franklin-Roosevelt.
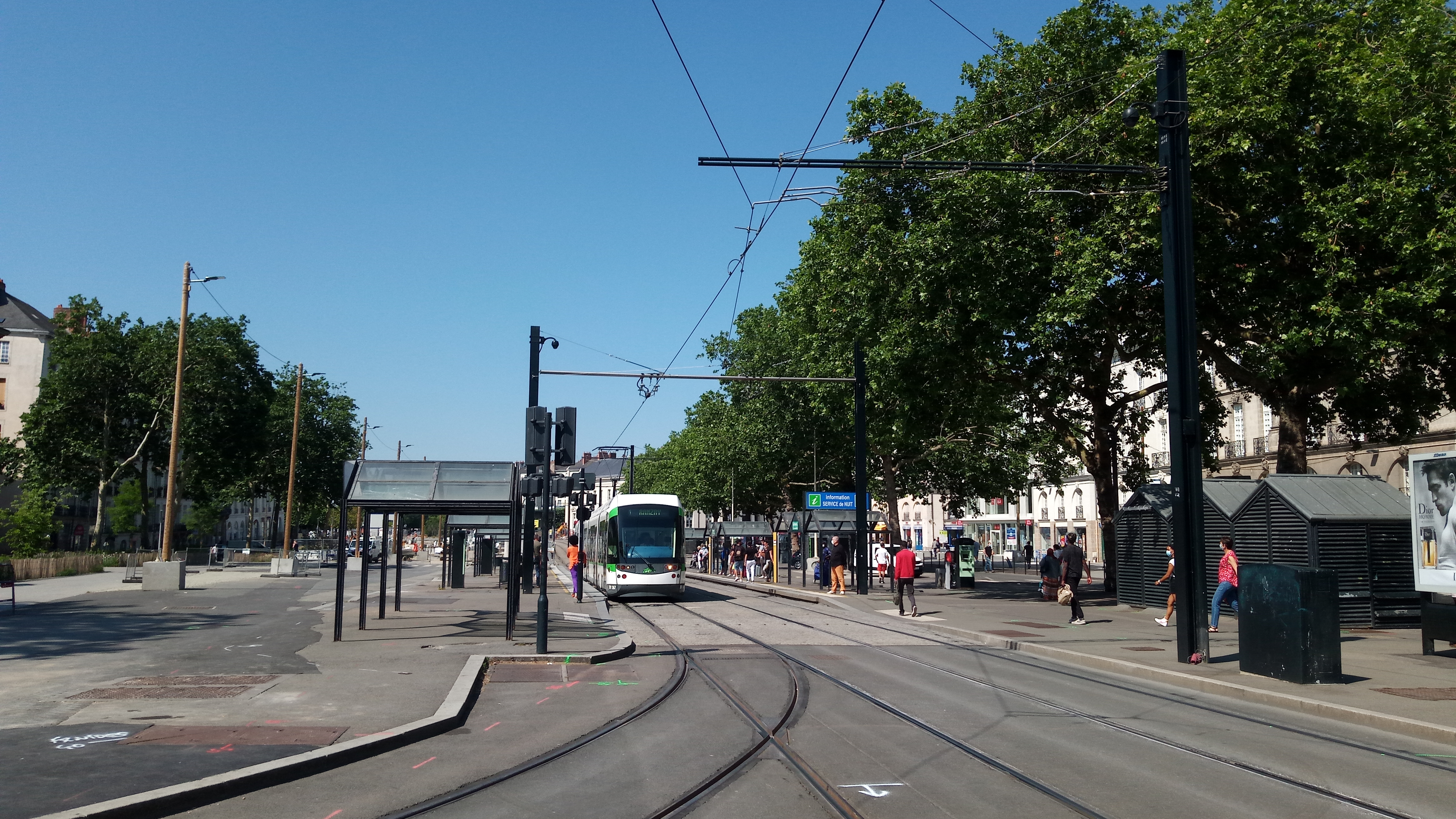
Le quai de la ligne 1 en 2021, peu avant le début des travaux de rénovation.
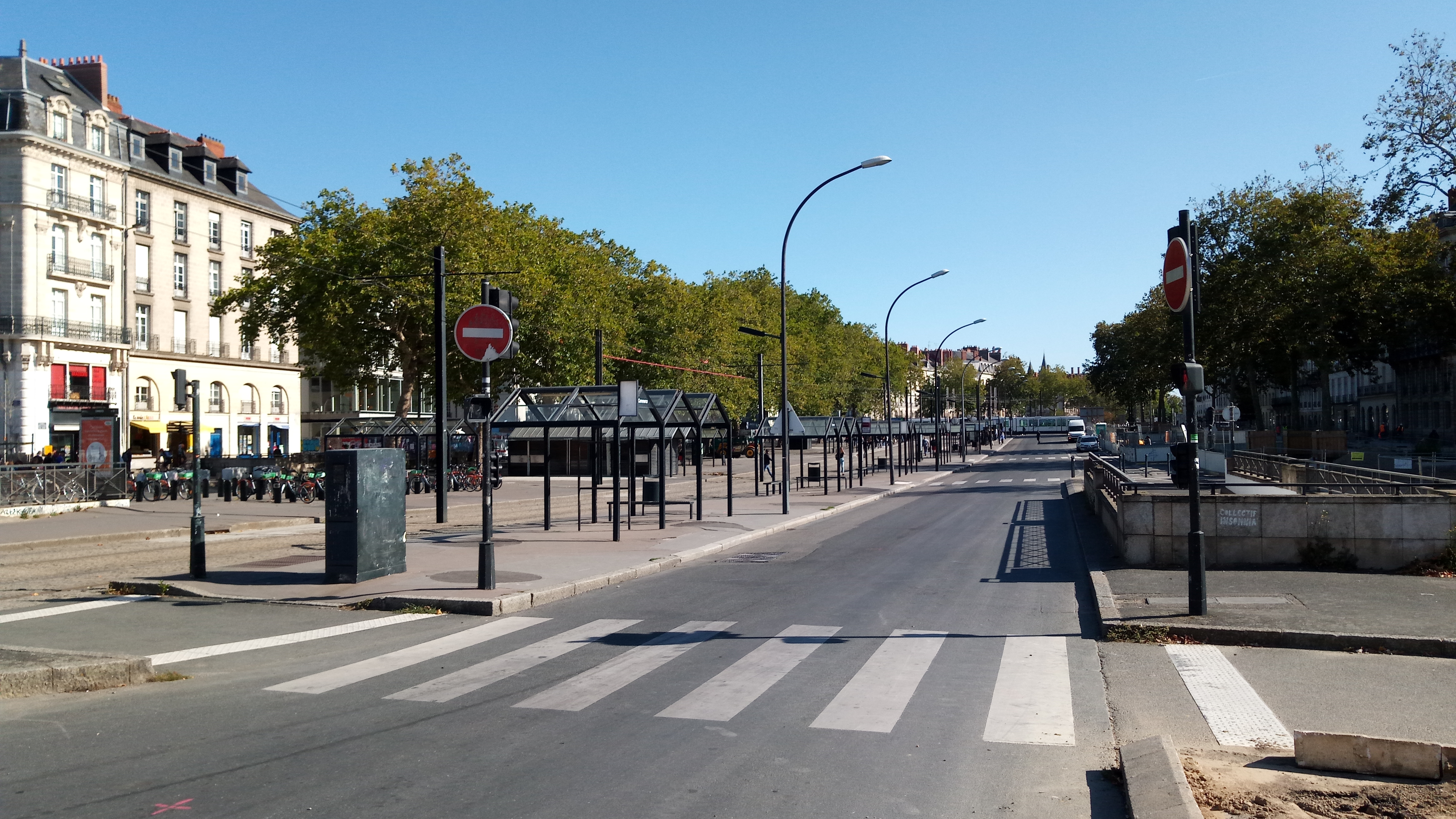
Vue de l'autre côté, avant la fermeture du cours Franklin-Roosevelt.
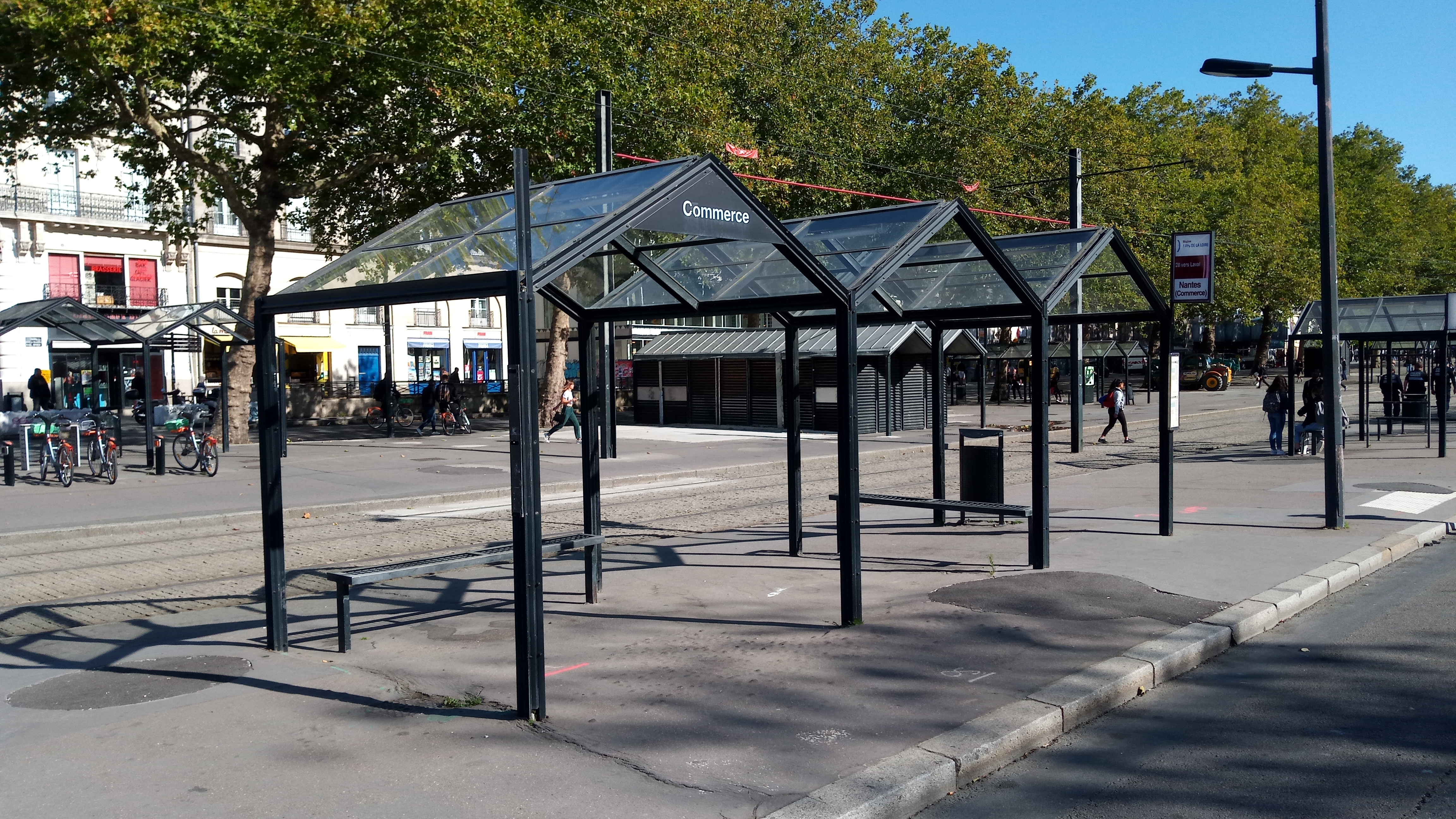
Une des aubettes Barto.

### Commerce – Orléans
La seconde partie, appelée « Commerce – Orléans », est située dans les allées Cassard et Jean-Bart, au bas du cours des 50-Otages. Elle regroupe :
- la station commune des lignes 2 et 3 du Tramway de Nantes ;
- l'arrêt de bus « Commerce », ou transite 2 lignes de Chronobus (C2 et C3), 3 lignes de bus (11, 26 et 54), et 3 lignes « Luciole » (Luciole Chantrerie, Luciole Nord et Luciole Ouest).

Par ailleurs, des lignes du réseau Aléop en Loire-Atlantique passent par cette partie du pôle d'échanges, mais sans s'y arrêter, puisqu'elles desservent les arrêts Place du Cirque ou Hôtel Dieu tous proches.

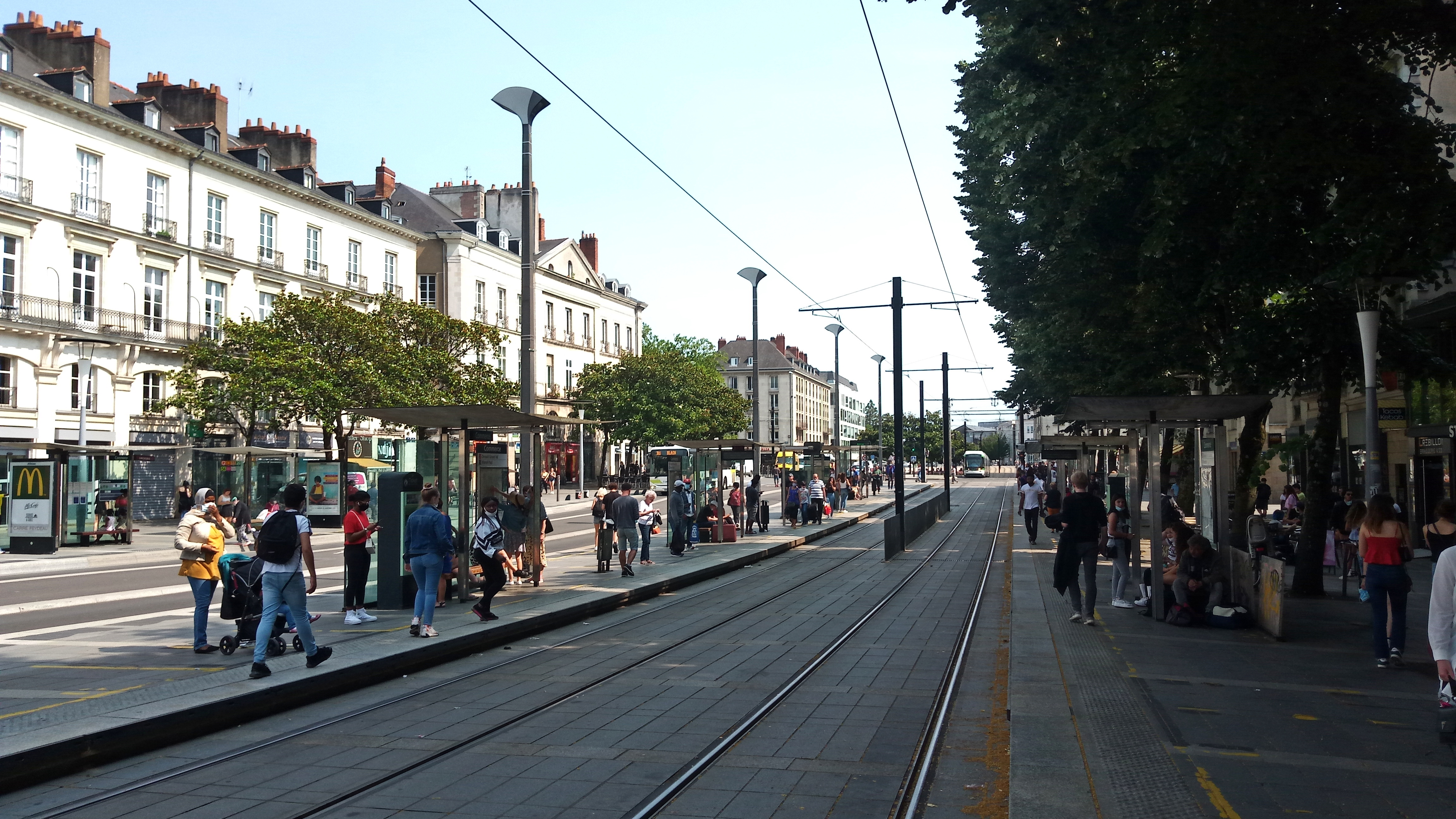
Le quai des lignes 2 et 3 en 2020, après la rénovation de 2016.
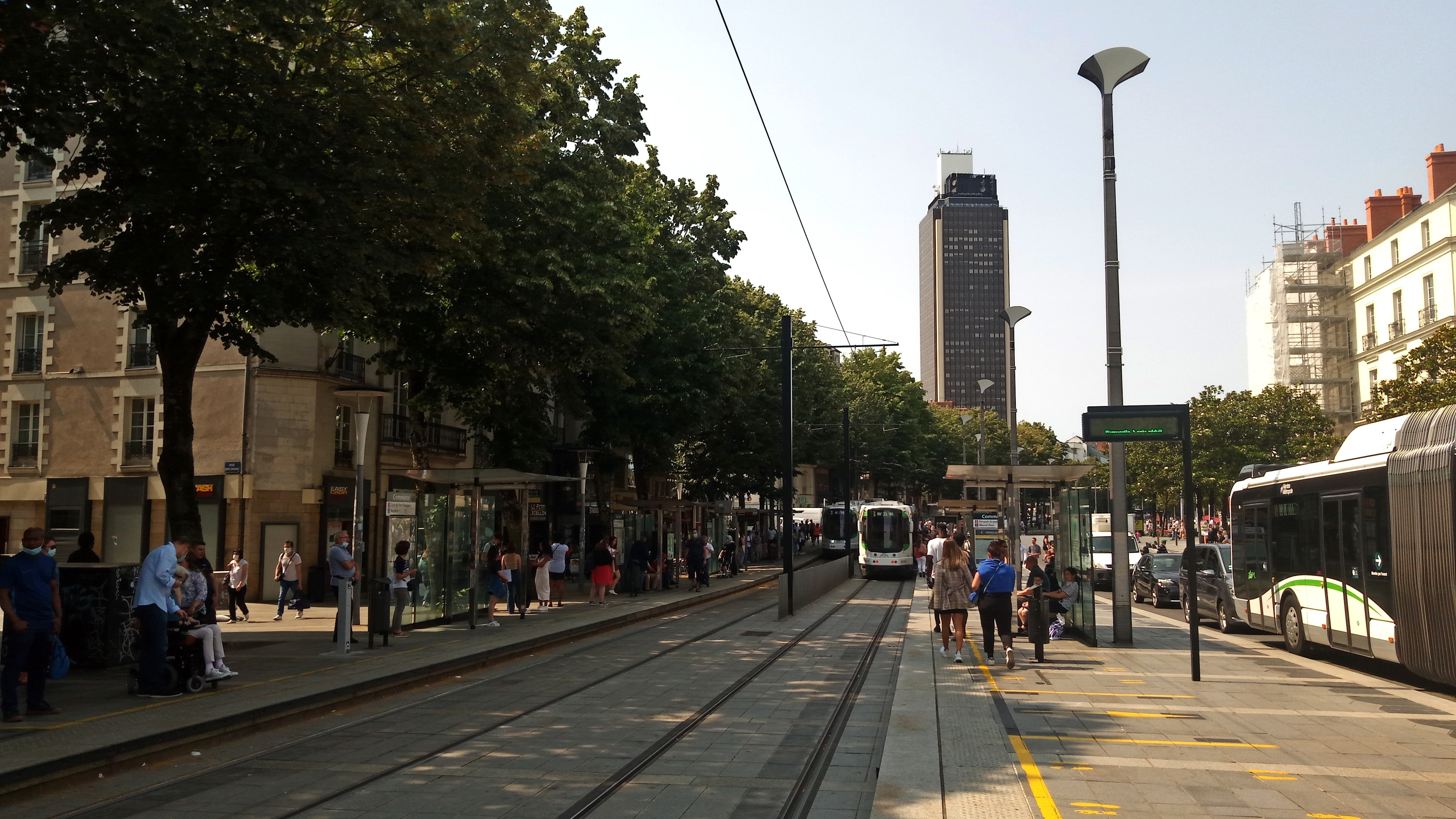
Vue de l'autre côté.

### Navette aéroport
À la rentrée 2020 (qui a lieu exceptionnellement le 2 novembre 2020 à cause de la crise sanitaire), le terminus Commerce de la navette aéroport situé auparavant Quai Brancas est déplacé à un nouvel arrêt créé à côté de la Place de la Petite-Hollande en raison de la fermeture du Quai Brancas.